# Barranc de la Font de la Casanova
El Barranc de la Font de la Casanova és un torrent afluent per l'esquerra de la Riera de Madrona en el tram en què rep el nom de Sargueres de l'Alcerà, que realitza tot el seu recorregut pel terme municipal de Castellar de la Ribera i que neix al peu de la Casanova de Clarà
Aquest barranc no té cap afluent